# العاصفة (مسرحية)

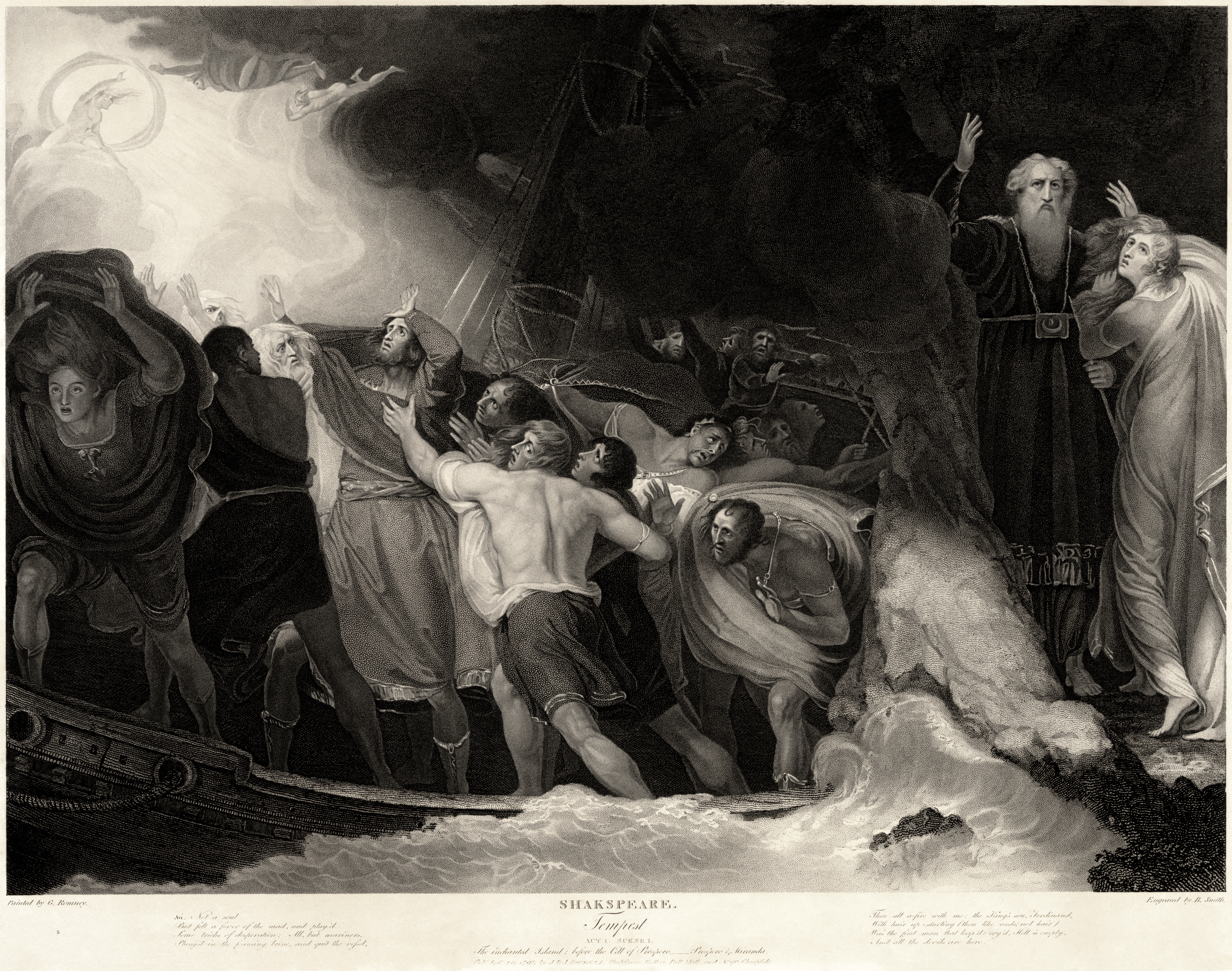
العاصفة

مسرحية العاصفة تقع في خمسة فصول للشاعر الإنجليزي وليام شكسبير وهي آخر أعماله التي عالج فيها قضية القدر والإرادة الإنسانية ومن خلالها نرى بروسبيرو البطل يحرك كل الأحداث متسلحا بمعرفته الهائلة بالسحر وقد رسم شكسبير من خلال شخصيته ظلال الشخصيات الأخرى وتعد هذه المسرحية ضمن المسرح الأخلاقي حيث تنتصر قوى الخير في النهاية.

## شخصيات المسرحية
- بروسبيرو، ملك ميلانو المنفيّ في الجزيرة.
- أنطونيو، شقيقه الذي استولى على سلطته من غير وجه حق.
- ملك نابولي.
- فرديناند، ابن ملك نابولي.
- ميراندا، ابنة بروسبرو.
- آريل، جنيٌ، خادم بروسبرو.
- كالبان، مسخٌ دميم الخِلقة.

## تحليل المسرحية
من تتابع الأحداث في مسرحية العاصفة لشكسبير نلاحظ أن مضمون هذه المسرحية واضح وهادف وهو أن الإنسان إذا لم يتزود بالقوة والعلم يصبح شخصا ضعيفا تهزمه القوى البشرية كما فعل أنطونيو مع أخيه بروسبرو بأن طمع في مملكته واستولى على عرشه وقصره وطرده بعيدا مع طفلته الوحيدة «ميراندا» لتعيش في جزيرة نائية في البحر وذلك نتيجة لإهمال بروسبرو شئون ولايته واهتمامه بالسحر أكثر من أمور الملك «أنطونيو» وطرده لمدة إثنى عشر عاماً غريبا تائها في الجزيرة، وإننا نلاحظ أن لولا العلم الميتافيزيقي الذي عشقه بروسبرو ما استطاع أن يصل إلى بر الأمان وهو تعلمه للسحر وإتخاذه كسلاح استطاع به أن يعطي لأخيه درساً قاسياً هو وحاكم نابولي. وإنني برأيي أن هذا العلم أي السحر لا يجدى في بعض الأحيان لإتصاله بالعالم السفلي فهو ضد العقيدة وضد قاموس الطبيعة فضرره أكثر من نفعه فهو نافع لفترة مؤقتة لذا في النهاية تخلص منه بروسبرو وألقى بكتب السحر بعيداً وذلك بدفنها تحت أرض الجزيرة إلى مملكته وقد عزم على التسلح بالإرادة والثقة بالنفس واليقظة والحرص والتفاني في خدمة مملكته وشعبه، تسلح بالقوة والمعرفة الحقيقية، والإشراف التام على الولاية وعدم إتاحة الفرصة للطامعين في السيطرة وإستغلال النفوذ وهذا الهدف هو ما يرمز إليه كاتب المسرحية وليم شكسبير وخلال الحوار النفسي لبطل المسرحية بروسبرو وحديثه مع ابنته ميراندا.

## المسرحية

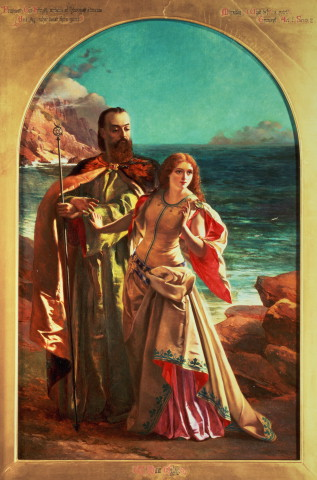

في جزيرة ما بالبحر، كان يعيش رجل عجوز، إسمه بروسبيرو مع إبنته ميراندا، وهي فتاة جميلة جداً.
كانا يعيشان في كهف من الصخور، مقسم إلى عدة أقسام، منها قسم كان يسميه بروسبرو ركن القراءة.
حيث يحتفظ فيه بكتبه التي تهتم أساسا بالسحر؛ هذا النوع من المعرفة الذي كان ذا نفع كبير له. والصدفة المحضة هي التي ألقت به فوق هذه الجزيرة، التي كانت تحت سيطرة ساحرة تدعى سيكوراكس وقد استطاع بروسبيرو بواسطة قوة ما إكتسبها من فن السحر، أن يطلق سراح العديد من الجان الطيبين، التي قامت سيكوراكس بحبسهم داخل جذوع أشجار كبيرة، لأنهم رفضوا أوامرها الشريرة. وأصبح هؤلاء الرجال الطيبون مطيعين له ورهن إشارته دائما. وكان من ضمن هؤلاء رئيسهم آريل.
ولم يكن (آريل) المرح، شريراً بطبيعته، إلا أنه كان يسعد جداً لمداعبة مسخ دميم يدعى (كاليبان)، مداعبة ثقيلة، وذلك بسبب كراهيته له لأنه ابن عدوته القديمة (سيكوراكس).
وقد وجد بروسبيرو كاليبان هذا في الغابة، وهو كائن غريب مشوه، أبعد ما يكون عن شكل الإنسان، وأقرب إلى شكل القرد. فأخذه معه إلى الكهف، وعلمه الكلام؛ ورغم عطف بروسبيرو عليه، إلا أن طبيعته الشريرة التي ورثها عن أمه سيكوراكس، لم تسمح له بتعلم أي شيء طيب أو نافع. لذلك كان يستخدم كالعبد، لإحضار الخشب، والقيام بالأعمال المجهدة؛ وكانت كل مهمة آريل تنحصر في اجباره على القيام بتلك الأعمال.
ولما كان كالبان كسولاً ولا يرغب في القيام بعمله، فقد كان آريل (الذي لا يراه أحد سوى بروسبيرو) يأتي من خلفه ويقرصه، وأحيانا يلقى به في الطين؛ عند ذلك، يظل آريل على هيئة قرد يقلب شفتيه سخرية منه. ثم يبدل هيئته في سهولة، ليصير قنفدا، ويقذف بنفسه في طريق كالبان، الذي يفزع من أشواك القنفد التي قد تصيب قدميه العاريتين.. وبكثير من هذه الألاعيب كان آريل يداعبه، عندما كان كالبان يفشل في أداء مهمة يكون بروسبرو قد كلفه بها.
ولما كان بروسبرو يتمتع بطاعة هؤلاء الجان، فقد كان في مقدوره وبواستطهم أن يأمر الريح، وأمواج البحر لتثور. وإطاعة لأوامره فقد أثاروا عاصفة هوجاء؛ وجعل إبنته ترى في وسطها سفينة كبيرة تصارع أمواج البحر الشرسة، التي تكاد تبتلعها في أي لحظة؛ وقال لها أبوها، أن هذه السفينة مليئة بمخلوقات مثلهم.
فقالت الفتاة:
«أوه، يا أبي العزيز، إذا كنت بفن سحرك قد أثرت هذه العاصفة الفظيعة، فأرجوا أن تضع حداً لمأساتهم الحزينة وتشفق عليهم. أنظر !. إن السفينة على وشك أن تتحطم إلى أشلاء. ياللمساكين ! سوف يغرقون جميعاً. لو كانت لدي القدرة، لأمرت البحر أن ينحسر، حتى لا تتحطم السفينة، بكل تلك الأرواح الغالية الموجودة عليها».
فقال بروسبرو:
«إن الأمر ليس بهذه الخطورة، يا إبنتي ميرندا، لن يصيبهم أي ضرر، فلقد أصدرت أوامري توا، بألا يصاب أحد ممن على السفينة بأذى. وما فعلت ذلك إلا من أجل خاطرك، يا ابنتي العزيزة.. أنت لا تعرفين من تكونين، أو من أين أتيت، ولا تعرفين الكثير عني سوى أننى أبوك، وأننا نعيش في هذا الكهف الفقير. هل تستطيعين تذكر الوقت، قبل أن نأتي إلى هنا؟. أعتقد أنك لا تستطيعين، لأن سنك لم يكن يتعدى الثلاث سنوات حينئذ».
فأجابت ميرندا:
«بالتأكيد، أتذكر، يا أبي».
فسألها بروسبرو:
"لكن ماذا تتذكرين؟ أتتذكرين الناس أم المنازل.. أخبريني بما يمكن أن تتذكريه، يا طفلتي ؟ !
فقالت ميرندا:
"يبدو لى ذلك وكأنها ذكرى حلم. لكن ألم يكن لدي أربع أو خمس سيدات، يقمن على خدمتي ؟ !.
فأجاب بروسبرو:
«فعلا، بل وزيادة. كيف تظل هذه الذكرى عالقة برأسك ؟ هل تذكرين كيف جئنا إلى هنا؟».
فقالت ميرندا:
«كلا، ياسيدي، لا أذكر شيئا أكثر من ذلك»
أكمل (بروسبرو) حديثه فقال:
«منذ اثنى عشر عاما يا ميرندا، كنت دوق ميلانو، وكنت أنت الأميرة، وطفلتي الوحيدة. وكان لي شقيق أصغر مني، يدعى (أنطونيو)، وثقت فيه وسلمته كل شئون الدولة؛ ولما كنت شغوفا بالهدوء والدراسة العميقة، فتركت تصريف أمور الدولة لعمك، شقيقي الغادر (لأنه حقيقة أثبت ذلك). أما أنا، فقد أهملت كل إهتماماتي الدنيوية، ودفنت نفسي داخل كتبي، وأعطيت كل وقتي لصقل تفكيري.. أما أخي وقد أصبح مالكا لكل سلطاتي، فقد بدأ يظن أنه الدوق الحقيقى فالفرصة التي أتحتها له بأن يكون محبوبا من أعواني، أيقظت في نفسه الشريرة، نزعة غرور ليسرق مني دوقيتي (مملكتي). وسرعان ما نفذ ذلك بمساعدة (ملك نابولي)، وهو حاكم متسلط، كان عدوا لي».
فسألته ميرندا:«ولماذا لم يقتلونا، في هذه الأثناء ؟».
فأجاب الأب:
«لم يجرؤ على ذلك يا طفلتي، لأن شعبي كان يحبني حباً جما. فحملونا على سطح السفينة، وعندما أصبحنا على بعد عدة أميال داخل البحر، أجبرونا على النزول في قارب صغير، دون مجاديف أو قلاع أو حبال. وتركنا هناك، ظنا منه، أننا سنموت. لكن لولا طيبا من بلاطى، يدعى (جونزالو)، كان يحبنى، وضع سرا في القارب، ماء وطعاما وملابس، وبعض الكتب التي كنت أفضلها أكثر من مملكتي».
فقالت ميرندا :
"آه، يا أبي، لابد أنني سببت لك كثيراً من المتاعب حينذاك ؟.
فقال بروسبرو :
«كلا، يا حبيبتى، فلقد كنت الملاك الحارس بالنسبة لي كانت ابتسامتك تجعلنى أتحمل بشجاعة حظي العاثر. وظل الطعام معنا حتى رسونا على هذه الجزيرة المهجورة ؛ ومنذ ذلك الحين كانت بهجتي الكبيرة، تنحصر في تعليمك يا ميرندا، ومن خلال هذه الدروس تعلمت الكثير».
فقالت ميرندا :
«جزاك الله خيراً، يا أبي العزيز، والآن قل لي، عن سبب إثارتك لهذه العاصفة ؟».
فقال أبوها :
«سأقول لك، هذه العاصفة، ستجبر أعدائى، ملك نابولي، وأخي الشرير، على الالتجاء إلى شاطئ جزيرتنا هذه».
وما أن قال بروسبرو ذلك، حتى لمس ابنته برقة بعصاه السحرية، فنامت في التو والحال، لأن الجني آريل كان قد حضر أمامه، ليعطيه تقريرا عن العاصفة، وماذا فعل بركاب السفينة ؛ ورغم أن ميرندا لم يكن في استطاعتها رؤية آريل، إلا أن بروسبرو لم يكن يرغب في أن تسمعه وهو يتكلم، فإنه سيبدو لها، وكأنه يتكلم مع الهواء.. !

## الخط الدرامي

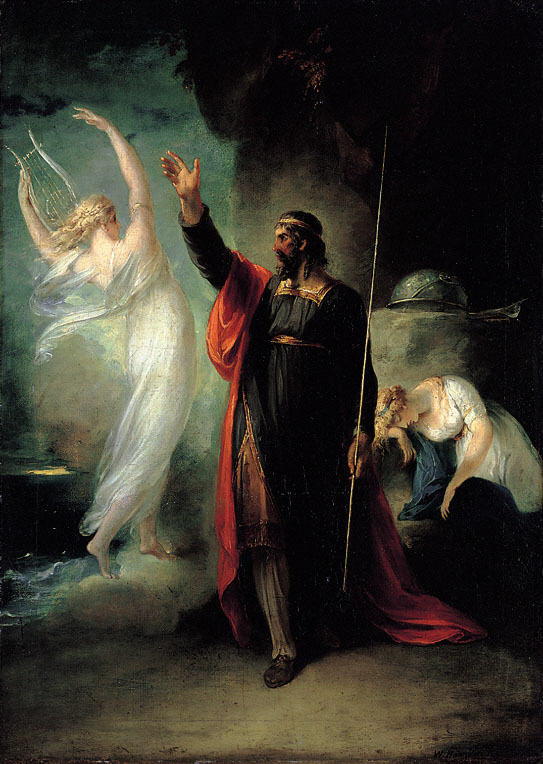
العجوز بروسبيرو والحورية اريال وابنته ميراندا نائمة، لوحة لويليام هاميلتون

يبدأ الخط الدرامي عندما حدث ذات ليلة أن هبت على الجزيرة عاصفة شديدة. وسقط المطر الغزير، واشتدت ريح العاصفة، وملأ ضوء البرق وصوت الرعد الأرض والسماء، وأثارت الريح أمواجا عالية كالجبال، وأصبح صوت الريح وهدير الأمواج مخيفين مفزعين.
وأطلت «ميرندا» من النافذة، وأصغت إلى صوت العاصفة الرهيب، ثم نظرت إلى البحر وصرخت قائلة : "أبي، هناك سفينة في البحر. إنها قريبة جدا من جزيرتنا. الريح تدفعها إلى شاطئنا، ستقذفها الأمواج فوق الصخور وتحطمها.
وفي هدوء أجاب «بروسبرو»: لقد أثرت بسحري هذه الأمواج. أنا الذي جعلت الريح تدفع هذه السفينة إلى الصخور. لقد سبق أن قصصت عليك ما فعله بي أخي «أنطونيو» بمساعدة حاكم «نابولي» إن أخي وحاكم نابولى فوق هذه السفينة. "صاحت «ميرندا»: "لكنهم سيموتون ! أرجوك يا أبى لا تدعهم يغرقون. " أجابها «بروسبرو»: "لاتخافي. لن أدعهم يموتون. لن يصيبهم أذى. " وقذفت الأمواج السفينة فوق صخور شاطئ الجزيرة المسحورة، فتحطمت. لكن «أنطونيو» وصل إلى الأرض سالماً. ووصل معه حاكم نابولي.
وكان (فرديناند)، ابن ملك «نابولى» في السفينة مع والده، ووصل هو أيضاً إلى الأرض سالماً. لكن «فرديناند» وصل إلى مكان يبعد كثيراً عن المكان الذي خرج فيه أبوه مع «أنطونيو».
وهكذا ظن «فرديناند» أن والده حاكم «نابولى» قد مات غرقاً مع «أنطونيو» كما ظن حاكم «نابولي» مع «أنطونيو» أن «فرديناند» قد مات غرقاً.
وكانت «ميرندا» تجلس أمام باب المنزل تتحدث مع والدها، عندما خرج من بين أشجار الغابات شاب وسيم.. فصرخت «ميرندا»: "انظر يا أبى.. هناك شيء يخرج من الغابة ويتجه نحونا. ما هذا الشيء ؟ هل هو حيوان أم جني ؟ إن شكله لطيف جميل.
كانت «ميرندا» طفلة صغيرة جداً عندما وضعها عمها «أنطونيو» في القارب مع والدها. لذلك لم يكن قد سبق لها أن شاهدت أي رجل ما عدا والدها.
أجاب «برسبرو»: «إنه ليس وحشاً ولا جنياً. إنه رجل، وقد أحضرته بسحري إلى هذا المكان»
وسألت «ميرندا»: «ومن يكون هذا الرجل ؟ إنه لا يشبهك يا أبى.. إنه أكثر منك وسامة». أجاب «بروسبرو»:
«إنه «فرديناند» ابن حاكم «نابولي» وقد أحضرته إلى هنا بسحري، وسأحتفظ به معي حتى يموت. سأجعل منه خادما لي. لن أدعه يستريح. سيظل يعمل حتى يموت من التعب. إنه ابن رجل سيئ شرير».
وعندما سمعت «ميرندا» هذا، حزنت جداً وأخذت تبكى. فقال والدها : «لا تبكي. لماذا تبكين من أجل ابن رجل سيء ؟»
وطلب «بروسبرو» من «فرديناند» أن يقوم بقطع الأخشاب اللازمة لإشعال النار، بينما لم يسبق له أن أمسك فأساً، ولا يعرف كيف يقوم بتقطيع الأخشاب. لم يكن معتاداً على أداء الأعمال الشاقة أو المرهقة، لذلك سرعان ما أرهقه التعب، وأصيب في يديه بالجروح.
وبعد أن أتم قطع كمية من الأخشاب، أمره «بروسبرو» أن يحمل كتل الخشب، ويضعها في المخزن داخل المنزل. وأخذ فرديناند يحمل كتل الخشب الثقيلة. ولم يكن قد اعتاد حمل أي شيء ثقيل، فشعر بالإعياء والمرض.
وخرجت «ميرندا» من المنزل، وشاهدت «فرديناند» يقوم بكل ذلك العمل الشاق. وأحست بما أصابه من إرهاق وتعب، فتألمت وسالت دموعها على خديها. وقامت تساعد «فرديناند» في حمل كتلة من الخشب فوق كتفيه.
ثم أسرعت تجري إلى والدها، وقالت له : «أنا أعرف أن والد هذا الفتى إنسان شرير، لكن «فرديناند» الابن ليس إنساناً شريراً. لست أجد فيه ما يجعلني أعتبره سيئاً. أرجوك يا أبي لا تكن شديد القسوة عليه.. كن رحيما به ولا تؤاخذه بذنب فعله أبوه».
لكن «بروسبرو» أجاب غاضباً : «لماذا تطلبين مني أن أرحمه ؟ ! لم يكن والده رحيماً بي ولا بك. دعيه يشتغل حتى يسقط ميتاً من التعب».
ثم وصل بروسبرو قراءة كتاب السحر الذي كان بيده. وعادت «ميرندا» إلى «فرديناند»، وقالت له والدموع تملأ عينيها : «دعني أساعدك. اقطع لي كتلة خشبية صغيرة، حتى أستطيع حملها إلى داخل المنزل».
وهكذا ظنت «ميرندا» أن والدها «بروسبرو» غاضب من «فرديناند»، وأنه لن يستجيب إلى توسلاتها... أما الحقيقة. فكانت شيئاً آخر !!
لقد أراد «بروسبرو» أن تظن ميراندا أنه غاضب، لكن غضبه كان مجرد تظاهر وتمثيل. كان بروسبرو ينفذ خطة رسمها في ذهنه. كان قد دبر مجيء «أنطونيو» وحاكم «نابولي» وابنه إلى الجزيرة، لأمر ما في نفسه.... لكن.. لن نكشف الآن سر تدبيره...
من بين الأمواج العالية، خرج «أنطونيو» وحاكم «نابولي» مبللين إلى الشاطئ، بعد أن تحطمت بهما السفينة. وعرف «بروسبرو» أنهم عدويه الذين قررا نفيه إلى الجزيرة، قد أصبحا تحت رحمته، فنادى «آريل» خادمه من الجن، وقال له : «آريل».. اذهب وابحث حتى تجد «أنطونيو» وحاكم نابولي. اجعلهما يضلان الطريق، ويسيران بغير توقف. ابعدهما عن أي ماء أو طعام. اجعل الهواء الساخن يهب عليهما، ثم سلط الريح الباردة لتجمدهما. عاقبهما بكل شيء مؤلم. لا تعطهما فرصة للراحة أو للتوقف. هيا اذهب، ونفذ ما أمرتك به في دقة ودون إهمال ".
وذهب «آريل» ووجد «أنطونيو» وحاكم «نابولي». كان «أنطونيو» يقول للحاكم : «دعنا نتجول لنكتشف هذه الجزيرة، ونبحث عن ماء وطعام».
هنا أخذ «آريل» ينادي «أنطونيو» وحاكم «نابولي» وهما لايروه، لكنهما تبعا صوته... تبعاه بين أشجار الغابات، وفوق صخور الجبال، وخلال مياه الأنهار.
وكانت حرارة الشمس شديدة، فأخذ هواء ساخن يلفح وجهيهما وجسديهما. ثم انقلب الهواء بارداً، وهبت عاصفة ثلجية جمدتهما. وأصابهما التعب والألم، ولم يعد في مقدورهما أن يواصلا السير، لكن «آريل» لم يسمح لهما بأية راحة، وظل يسوقهما أمامه دون توقف.
وأخيراً، سقطا فوق الأرض. لم يعد في استطاعتهما أن يتقدما خطوة واحدة أخرى. لكن «آريل» جعلهما يشاهدان ماء وطعاماً شهياً، فأسرعا يجلسان حول الطعام، وهنا أسرع «آريل» فأبعد الطعام والشراب، فلم يجد الرجلان أمامهما شيئاً !
وأخيراً قال لهما «آريل»:
«إنك «أنطونيو» أخو «بروسبرو». لقد خدعته واستوليت على الحكم بعد أن طردته من ميلانو. وأنت حاكم «نابولي» لقد ساعدت «أنطونيو» على طرد أخيه. هذه هي جزيرة بروسبرو السحرية، وأنا خادم «بروسبرو» المطيع. لقد أرسلني لأقول لكما هذا، ولأجعلكما تتذكران ما فعلتماه معه».
أغلق «بروسبرو» كتابه الذي كان يقرأ فيه، واستدعى «آريل» وقال له ! «أحضر «أنطونيو» وحاكم «نابولي». لقد اكتمل تدبيرى». ----
اللغة من القوة والتماسك ما من شأنه خلق حالة من التوحد مع الحدث، والتأثير به، ومعايشته، وهذا شأن المسرح الدرامي، من حيث البناء يعتمد على عقدة، ويجعل المشاهد في صميم الأحداث، ويضاعف قابلية الجمهور للفعل، وهي في النهاية تجربة مثل كل التجارب، ولكنها تجربة أثرت في العالم المسرحي، والكتابة المسرحية، وخلدت اسم كاتبها إلى ما شاء الله !!